# Криспендорф
Криспендорф (њем. Crispendorf) општина је у њемачкој савезној држави Тирингија. Једно је од 76 општинских средишта округа Зале-Орла. Према процјени из 2010. у општини је живјело 424 становника. Посједује регионалну шифру (AGS) 16075013.

## Географски и демографски подаци
Криспендорф се налази у савезној држави Тирингија у округу Зале-Орла. Општина се налази на надморској висини од 430 метара. Површина општине износи 11,3 km². У самом мјесту је, према процјени из 2010. године, живјело 424 становника. Просјечна густина становништва износи 37 становника/km².